# Шібусава Ейїчі
Шібусава Ейїчі (яп. 澁澤 榮一 / 渋沢 栄一, しぶさわ えいいち, Shibusawa Eiichi; 16 березня 1840 — 11 листопада 1931) — японський самурай, чиновник, підприємець, благодійник. Державний службовець 2-го старшого рангу, віконт (з 1920). Народився у селі Чіарай, провінція Мусаші, Японія (нині — місто Фукая). Походив із селян, вислужився до самураїв. У часи реставрації Мейджі працював помічником у міністерстві фінансів, був радником міністра Іноуе Каору. Після полишення державної служби зайнявся підприємництвом, був співзасновником і головою багатьох японських фірм та організацій: Першого державного банку (1875 — 1916), Фізико-хімічного інституту (нині — RIKEN), Токійської біржі, Імперського готелю (1907 — 1909) тощо. Очолював ряд освітніх закладів: школу Нішьо (нині — університет «школа Нішьо»), Комерційно-юридичний лекторій (нині — університет Хітоцубаші), Окурську торговельну школу (нині — Токійський економічний університет). На основі «Бесід і суджень» Конфуція розробив власну «філософію менеджменту». За заслуги у економічній царині отримав прізвисько «батько японського капіталізму». Помер в селі Такінокава, Токіо, Японія. Псевдо — Сейєн (青淵, せいえん).

## Праці
- 『官板　立会略則』、明治4年9月 - 会社の設立にかんする説明
- 『渋沢栄一全集』 平凡社（全6巻）、1930年
- 『青淵百話』 同文舘、1931年／国書刊行会、1986年
- 『渋沢百訓 論語・人生・経営』 角川ソフィア文庫、2010年
- 『渋沢栄一訓言集』 渋沢青淵記念財団 竜門社編、国書刊行会、1986年
- 『雨夜譚 渋沢栄一自伝』 岩波文庫（長幸男校注）、1984年
- 『論語と算盤』（梶山彬編） 国書刊行会、1985年／角川ソフィア文庫、2008年 ほか再刊
- 『論語講義』 二松学舎大学出版部、1975年／講談社学術文庫（全7巻）、1977年
- 『渋沢栄一自伝 雨夜譚・青淵回顧録（抄）』 角川ソフィア文庫、2020年、井上潤解説（渋沢史料館館長）